# Drowning Pool (альбом)
Drowning Pool — це однойменний четвертий студійний альбом американського хард-рок-гурту Drowning Pool. Він вийшов 27 квітня 2010 року, і став першим альбомом, на якому не позначилася зміна вокаліста — Раян Мак-Комбз залишився в складі гурту після видання їхнього попереднього альбому — Full Circle, записаного за його участю. Однак він, зрештою, таки покинув гурт у 2011 році, щоб возз'єднатися зі своєю попередньою групою — SOiL.
Пісня «Feel Like I Do» була видана як цифровий сингл. В ній зображений важкий період у житті Мак-Комбза, протягом якого він пройшов через розлучення, виїхав з будинку та втратив батька. Фани, які зробили попереднє замовлення цього альбому, отримали доступ до завантаження синглу, — так само відбулося і з наступним синглом — «Turn So Cold», що вийшов 13 квітня 2010 року.
Відповідно до інформації на Blabbermouth.net, було продано близько 12 000 копій однойменного альбому Drowning Pool протягом лише першого тижня після виходу, що забезпечило йому 35-ту сходинку в чарті Billboard 200, що стало значним підвищенням порівняно із 64-ю позицією, якої досягнув попередній Full Circle у 2007.
Три сингли, «Feel Like I Do», «Turn So Cold» та «Let The Sin Begin» були випущені для підтримки альбому. Перші два досягли топової десятки у чартах Hot Mainstream Rock Tracks. Очікувалося, що як третій сингл вийде пісня «Regret». Проте, з невідомих причин, цього не сталося.
Наприкінці 2010 року, гурт оголосив про свій намір зняти музичний відеокліп на кожну з пісень альбому.
Гурт припинив промо-кампанію на підтримку альбому у 2011, що було спричинено виходом з гурту Раяна Мак-Комбза. Drowning Pool розпочали запис нового матеріалу, і відтоді встигли прийняти в свої лави Джейсена Морено, який став заміною для Мак-Комбза.

## Список треків
Автор слів Раян Мак-Комбз, автор музики Drowning Pool. 
| #     | Назва                 | Тривалість |
| ----- | --------------------- | ---------- |
| 1.    | «Let the Sin Begin»   | 3:36       |
| 2.    | «Feel Like I Do»      | 3:33       |
| 3.    | «Turn So Cold»        | 3:38       |
| 4.    | «Regret»              | 3:16       |
| 5.    | «Over My Head»        | 3:26       |
| 6.    | «All About Me»        | 3:41       |
| 7.    | «More Than Worthless» | 3:56       |
| 8.    | «Children of the Gun» | 3:31       |
| 9.    | «Alcohol Blind»       | 4:12       |
| 10.   | «Horns Up»            | 3:45       |
| 11.   | «King Zero»           | 2:59       |
| 39:57 |                       |            |

## Учасники
- Раян Мак-Комбз — вокал
- Сі-Джей Пірс — гітара
- Майк Льюс — ударні
- Стіві Бентон — баси

## Чартові позиції
| Рік  | Чарт                  | Позиція |
| ---- | --------------------- | ------- |
| 2010 | US Billboard 200      | 35      |
| 2010 | US Independent Albums | 5       |
| 2010 | Top Hard Rock Albums  | 3       |
| 2010 | Top Rock Albums       | 10      |

### Чарти синглів
| Рік  | Назва               | Пікові чартові позиції |               |
| Рік  | Назва               | US Mainstream Rock     | US Rock Songs |
| ---- | ------------------- | ---------------------- | ------------- |
| 2010 | «Feel Like I Do»    | 4                      | 19            |
| 2010 | «Turn So Cold»      | 8                      | 25            |
| 2011 | «Let the Sin Begin» |                        |               |